# Campeonato Sergipano 1988
In 1988 werd het 65ste Campeonato Sergipano gespeeld voor voetbalclubs uit de Braziliaanse staat Sergipe. De competitie werd georganiseerd door de FSF en werd gespeeld van 28 februari tot 31 augustus. Confiança werd kampioen.

## Eerste toernooi

### Eerste fase
De eerste plaats krijgt twee bonuspunten voor de finaleronde, de tweede plaats een. 
| Plaats | Club       | Wed. | W | G | V | Saldo | Ptn. |
| ------ | ---------- | ---- | - | - | - | ----- | ---- |
| 1.     | Confiança  | 7    | 3 | 3 | 1 | 11:4  | 9    |
| 2.     | Sergipe    | 7    | 3 | 3 | 1 | 11:5  | 9    |
| 3.     | Lagarto    | 7    | 3 | 3 | 1 | 8:6   | 9    |
| 4.     | Estanciano | 7    | 3 | 3 | 1 | 8:9   | 9    |
| 5.     | Maruinense | 7    | 3 | 2 | 2 | 7:7   | 8    |
| 6.     | Itabaiana  | 7    | 1 | 4 | 2 | 7:7   | 6    |
| 7.     | Vasco      | 7    | 1 | 2 | 4 | 10:14 | 4    |
| 8.     | Olímpico   | 7    | 1 | 0 | 6 | 4:14  | 2    |

|  | Geplaatst voor tweede fase |

### Tweede fase
| Plaats | Club       | Wed. | W | G | V | Saldo | Ptn. |
| ------ | ---------- | ---- | - | - | - | ----- | ---- |
| 1.     | Sergipe    | 6    | 4 | 2 | 0 | 10:5  | 10   |
| 2.     | Confiança  | 6    | 3 | 2 | 1 | 7:5   | 8    |
| 3.     | Estanciano | 6    | 1 | 1 | 4 | 3:6   | 3    |
| 4.     | Lagarto    | 6    | 0 | 3 | 3 | 1:5   | 3    |

|  | Twee bonuspunten voor finaleronde |
|  | Eén bonuspunt voor finaleronde    |

## Tweede toernooi

### Eerste fase
| Plaats | Club       | Wed. | W | G | V | Saldo | Ptn. |
| ------ | ---------- | ---- | - | - | - | ----- | ---- |
| 1.     | Confiança  | 7    | 4 | 1 | 2 | 12:7  | 9    |
| 2.     | Sergipe    | 7    | 3 | 3 | 1 | 10:4  | 9    |
| 3.     | Maruinense | 7    | 3 | 2 | 2 | 10:5  | 8    |
| 4.     | Vasco      | 7    | 3 | 2 | 2 | 8:6   | 8    |
| 5.     | Lagarto    | 7    | 3 | 2 | 2 | 5:6   | 8    |
| 6.     | Itabaiana  | 7    | 3 | 1 | 3 | 8:9   | 7    |
| 7.     | Estanciano | 7    | 2 | 3 | 2 | 3:3   | 7    |
| 8.     | Olímpico   | 7    | 0 | 0 | 7 | 4:20  | 0    |

|  | Geplaatst voor tweede fase |

Play-off

De winnaar krijgt twee bonuspunten voor de finale, de verliezer een.
|            |         |       |           |  |
| 4 mei Heen | Sergipe | 0 – 0 | Confiança |  |
| 4 mei Heen |         |       |           |  |

### Tweede fase
| Plaats | Club       | Wed. | W | G | V | Saldo | Ptn. |
| ------ | ---------- | ---- | - | - | - | ----- | ---- |
| 1.     | Maruinense | 6    | 4 | 1 | 1 | 8:3   | 9    |
| 2.     | Sergipe    | 6    | 2 | 1 | 3 | 6:7   | 5    |
| 3.     | Lagarto    | 6    | 2 | 1 | 3 | 4:6   | 5    |
| 4.     | Confiança  | 6    | 1 | 3 | 2 | 5:7   | 5    |

|  | Twee bonuspunten voor finaleronde |
|  | Eén bonuspunt voor finaleronde    |

## Finaleronde
| Plaats | Club       | Wed. | W | G | V | Saldo | Ptn. |
| ------ | ---------- | ---- | - | - | - | ----- | ---- |
| 1.     | Confiança  | 10   | 5 | 4 | 1 | 9:2   | 18   |
| 2.     | Sergipe    | 10   | 3 | 5 | 2 | 8:6   | 17   |
| 3.     | Maruinense | 10   | 4 | 4 | 2 | 8:8   | 14   |
| 4.     | Estanciano | 10   | 3 | 3 | 4 | 6:6   | 9    |
| 5.     | Lagarto    | 10   | 2 | 5 | 3 | 9:10  | 9    |
| 6.     | Itabaiana  | 10   | 2 | 1 | 7 | 6:14  | 5    |

|  | Kampioen |

### Kampioen
| Campeonato Sergipano de 1988   |
| Sergipe                        |
| ------------------------------ |
| CONFIANÇA Kampioen (11° titel) |